# HC Hilvarenbeek
HC Hilvarenbeek is een Nederlandse hockeyclub uit de Noord-Brabantse plaats Hilvarenbeek.
De club werd opgericht op 27 april 1979 en speelt op Sportpark De Roodloop waar naast een tennis- en atletiekvereniging ook een voetbalclub (S.V. Hilvaria) is gevestigd. Het eerste heren- en damesteam komen in het seizoen 2012/13 beide uit in de vierde klasse van de KNHB.